# Son Hyeon-mi
Son Hyeon-mi (kor. 손현미 ;ur. 2 listopada 1972) – południowokoreańska judoczka. Olimpijka z Atlanty 1996, gdzie zajęła siódme miejsce w wadze ciężkiej.
Brązowa medalistka mistrzostw świata w 1995, a także igrzysk azjatyckich w 1994. Trzecia na igrzyskach Azji Wschodniej w 1993 i 1997. Zdobyła cztery medale mistrzostw Azji w latach 1993 – 1997. Trzecia na uniwersjadzie w 1995 i druga na akademickich MŚ w 1994 roku.

## Letnie Igrzyska Olimpijskie 1996
| Konkurencja | Rundy eliminacyjne       | Repasaże           | Repasaże              | Repasaże                | Klas. końcowa |
| Konkurencja | Przeciwnik I             | Przeciwnik I       | Przeciwnik II         | Przeciwnik III          | Miejsce       |
| ----------- | ------------------------ | ------------------ | --------------------- | ----------------------- | ------------- |
| +78 kg      | Estela Rodríguez (CUB) P | Arti Kohli (IND) Z | Nancy Filteau (CAN) Z | Christine Cicot (FRA) P | 7.            |